# Klym Čurjumov
Klym Ivanovyč Čurjumov (ukrajinsky Клим Іванович Чурюмов, rusky Клим Иванович Чурюмов – Klim Ivanovič Čurjumov, 19. února 1937 Nikolajev – 14. října 2016 Charkov) byl ukrajinský astronom a spisovatel knih pro děti. Spoluobjevil komety 67P/Churyumov-Gerasimenko a C/1986 N1 (Churyumov-Solodovnikov).
Čurjumov byl dopisujícím členem Ukrajinské akademie věd, ředitelem kyjevského planetária, šéfredaktorem vědeckopopulárního časopisu Naše nebe (Наше Небо) a prezidentem Ukrajinské společnosti amatérských astronomů.

## Život
Klym Čurjumov se narodil jako čtvrté z osmi dětí Ivana Ivanoviče a Antoniny Michajlovny Čurjumových. Otec zahynul v druhé světové válce v roce 1942.
V roce 1949 se rodina přestěhovala do Kyjeva, kde Klym začal studovat. Promoval v roce 1960 na Kyjevské univerzitě. Následně byl umístěn na geofyzikální stanici v Tiksiském zálivu v Jakutsku, kde studoval polární záři, telurické proudy a ionosféru. Do Kyjeva se vrátil v roce 1962 a začal vyvíjet astronavigační zařízení pro kosmické rakety.
Po dokončení aspirantury na Kyjevské univerzitě v oboru Astrofyzika zde začal pracovat jako vědec. Pozoroval komety v Lisnykách (Лісники) u Kyjeva a během astronomických expedic do střední Asie, na Kavkaz, Sibiř, Přímořského kraje, Čukotku a Kamčatku.
V roce 1969 odjel se svými dvěma spolupracovníky pozorovat periodické komety do Alma-Aty. Zde jeho kolegyně Svetlana Gerasimenková pořídila fotografii, na které později Čurjumov našel novou kometu. Byla pojmenována 67P/Churyumov-Gerasimenko.
Kandidátem věd se stal roku 1972, kdy obhájil svou práci „Studium komet Ikeya-Seki (1967n), Honda (1968s), Tago-Sato-Kosaka (1969) a nové krátkoperiodické komety Churyumov-Gerasimenko na základě fotografických pozorování.“ Doktorát získal v roce 1993 po obhájení své práce „Evoluční fyzikální procesy v kometách“. Profesorem byl na Kyjevské univerzitě jmenován v roce 1998. V lednu 2004 byl jmenován ředitelem Kyjevského planetária.

## Pojmenováno po Čurjumovovi
Nikolaj Černych po něm pojmenoval planetku (2627) Churyumov, kterou objevil 8. srpna 1978. Na památku jeho otce a bratra – oba nosili jméno Ivan Ivanovič Čurjumov – tentýž astronom pojmenoval planetku (3942) Churivannia, kterou objevil 11. září 1977. Eleanor Helinová pak na počest jeho matky pojmenovala planetku (6646) Churanta, kterou objevila 14. února 1991.